# Lavoir des médisances (Coupvray)

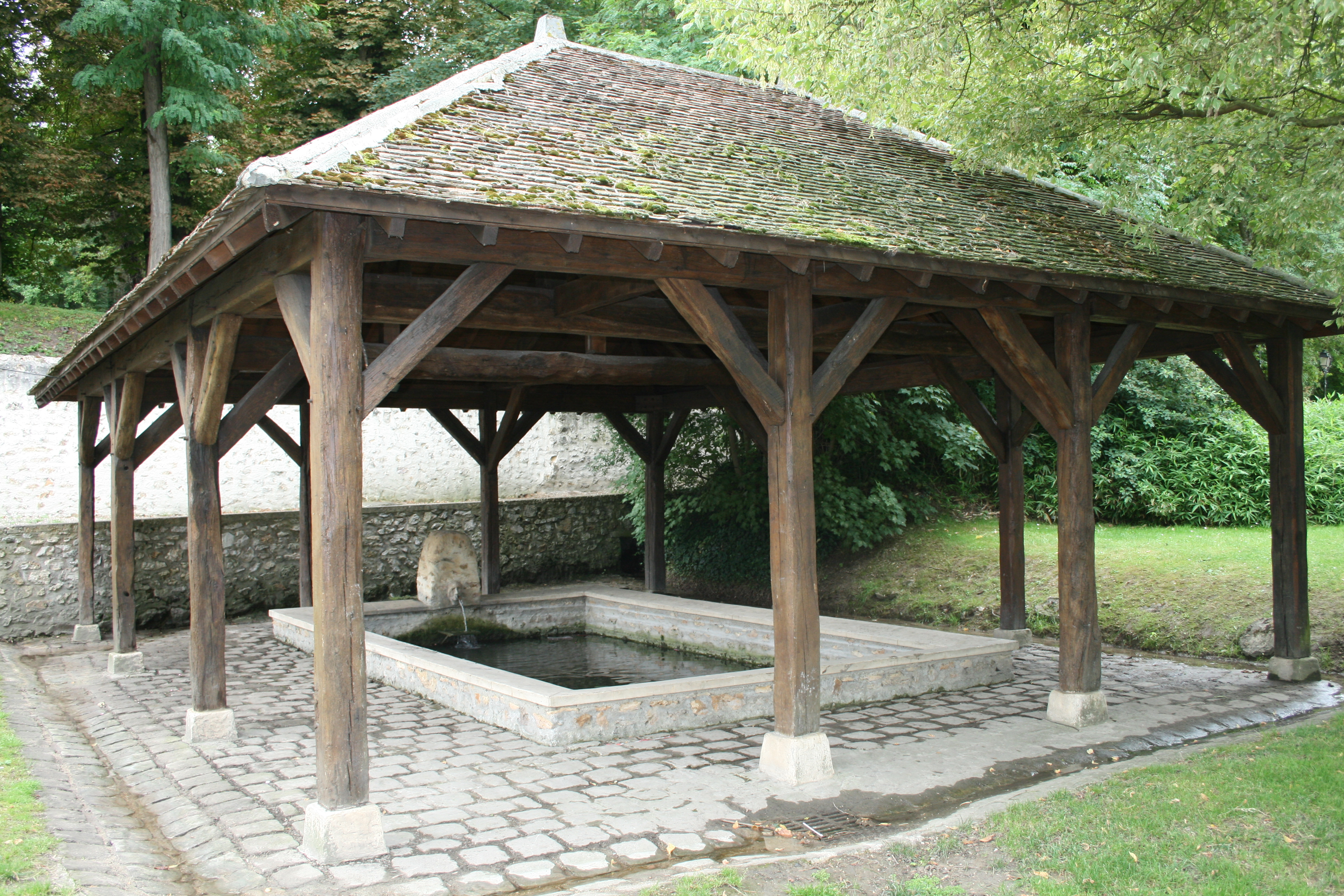
Waschhaus in Coupvray

Das Lavoir des médisances (französisch lavoir für Waschhaus und médisances für schlechter Leumund) in Coupvray, einer französischen Gemeinde im Département Seine-et-Marne in der Region Île-de-France, wurde 1933 wiedererrichtet.
Das öffentliche Waschhaus im oberen Teil des Ortes besteht aus einer offenen Holzkonstruktion, die das Walmdach trägt. 
Das Waschhaus wird mit Wasser aus einem Brunnen sowie mit Wasser aus der Marne versorgt. Das ursprüngliche Waschhaus wurde in den 1850ern in einem Betonhaus errichtet. Im Jahre 1933 wurde es anhand einer Postkarte wieder identisch aufgebaut. Ein ehemaliger Erdhügel nördlich des Waschhauses, der die Funktion hatte, das Waschhaus zu schützen, wurde in den 1970ern planiert.